# Štitar
Štitar (maďarsky Csitár) je hustě obydlené sídlo a správní středisko stejnojmenné opčiny v Chorvatsku ve Vukovarsko-sremské župě. Nachází se u břehu řeky Sávy, blízko hranic s Bosnou a Hercegovinou, asi 7 km severozápadně od Županje, 29 km jihozápadně od města Vinkovci a asi 51 km jihozápadně od Vukovaru. V roce 2011 žilo ve Štitaru 2 129 obyvatel. Opčina zahrnuje pouze jediné sídlo – Štitar.
Územím opčiny prochází župní silnice Ž4218. Severně od Štitaru prochází dálnice A3, přímo u něj se ale nenachází žádný exit.